# 352P/Skiff
Pour les articles homonymes, voir Comète Skiff.
352P/Skiff est une comète périodique découverte le 24 septembre 2000 par l'astronome américain Brian A. Skiff dans le cadre du programme LONEOS.
L'astronome japonais Hidetaka Sato retrouve la comète le 5 juin 2017 en utilisant le i-Telescope de l'observatoire de Siding Spring. Sa période orbitale est de 17,28 ans.